# Plénée-Jugon
Plénée-Jugon är en kommun i departementet Côtes-d'Armor i regionen Bretagne i nordvästra Frankrike. Kommunen ligger i kantonen Jugon-les-Lacs som tillhör arrondissementet Dinan. År 2022 hade Plénée-Jugon 2 533 invånare.

## Befolkningsutveckling
Antalet invånare i kommunen Plénée-Jugon
Referens:INSEE